# Neckar
Il Neckar, in passato chiamato Nicero o Neccaro (in alemanno Negger), è un affluente della riva destra del Reno, che si unisce a quest'ultimo a Mannheim.

## Il percorso
Si forma in una zona paludosa vicino alla città di Villingen-Schwenningen nel Baden-Württemberg. Dopo aver bagnato le città di Rottweil,
Tubinga, Nürtingen, Esslingen, Stoccarda e Heilbronn, attraversa le colline dell'Odenwald formando una ripida valle, finché presso Heidelberg entra nella valle del Reno, raggiungendo quest'ultimo a Mannheim.
La lunghezza complessiva del Neckar è di 367 km. Il Neckar è navigabile per le navi da carico fino al porto fluviale di Plochingen (a circa 200 km da Mannheim).
Gli affluenti principali sono i fiumi Fils, Rems, Murr, Enz, Sulm, Kocher, Jagst ed Elz.

### Città lungo il fiume
Dalla sorgente alla confluenza con il Reno passa per le città di:
- Villingen-Schwenningen
- Rottweil
- Oberndorf am Neckar
- Sulz am Neckar
- Horb am Neckar
- Rottenburg am Neckar
- Tubinga
- Nürtingen
- Plochingen
- Esslingen am Neckar

- Stoccarda
- Ludwigsburg
- Freiberg am Neckar
- Marbach am Neckar
- Besigheim
- Heilbronn
- Mosbach
- Eberbach
- Heidelberg
- Mannheim

## Affluenti lunghi 20km o più
- Eschach (affluente alla sinistra presso Rottweil-Bühlingen, 38,1 km e 218 km²)
- Prim (affluente alla destra presso Rottweil, 21,1 km e 141 km²)
- Schlichem (affluente alla destra presso Epfendorf, 34,4 km e 107 km²
- Glatt (affluente alla sinistra presso Horb-Neckarhausen, 34,2 km e 234,3 km²)
- Eyach (affluente alla destra presso Bf. Eyach, Gemeinde Eutingen im Gäu, 50,4 km e 349,6 km²)
- Starzel (affluente alla destra presso Rottenburg-Bieringen, 42,8 km e 178 km²)
- Steinlach (affluente alla destra presso Tübingen, 25,1 km e 141,6 km²)
- Ammer (affluente alla sinistra presso Tübingen-Lustnau, 22,5 km e 238,3 km²)
- Echaz (affluente alla destra presso Kirchentellinsfurt, 22,8 km e 115,0 km²)
- Erms (affluente alla destra presso Neckartenzlingen, 32,7 km e 179,2 km²)
- Aich (affluente alla sinistra presso Nürtingen-Oberensingen, 30,4 km e 179,6 km²)
- Lauter (affluente alla destra presso Wendlingen, 25,7 km e 191,2 km²)
- Fils (affluente alla destra presso Plochingen, 62,8 km e 706,9 km²)
- Körsch (affluente alla sinistra a ovest di Deizisau, 26,3 km e 130,1 km²)
- Rems (affluente alla destra presso Remseck, 78,4 km e 586,4 km²)
- Murr (affluente alla destra presso Marbach, 51,5 km e 507,4 km²)
- Enz (affluente alla sinistra presso Besigheim, 105,5 km e 2.228,0 km²)
- Zaber (affluente alla sinistra presso Lauffen, 22,4 km e 112,8 km²)
- Schozach (affluente alla destra presso Heilbronn-Sontheim, 25,6 km e 93,5 km²)
- Lein (affluente alla sinistra presso Heilbronn-Neckargartach, 27,3 km e 118,9 km²)
- Sulm (affluente alla destra presso Neckarsulm, 26,2 km e 121,6 km²)
- Kocher (affluente alla destra presso Bad Friedrichshall-Kochendorf, 168,7 km e 1.960,1 km²)
- Jagst (affluente alla destra presso Bad Friedrichshall-Jagstfeld, 190,2 km e 1.838,0 km²)
- Elz (affluente alla destra presso Mosbach-Neckarelz, 39,8 km e 159,9 km²)
- Itter (affluente alla destra in Eberbach, 28,0 km e 168,4 km²)
- Laxbach (affluente alla destra presso Hirschhorn, 30,0 km mit längstem Oberlauf e 169,9 km²)
- Steinach (affluente alla destra presso Neckarsteinach, 21,9 km e 69,6 km²)
- Elsenz (affluente alla sinistra presso Neckargemünd, 53,4 km e 543,1 km²)